# Saprolegnioza
Saprolegnioza, biały grzyb, pleśniawka – choroba ryb wywoływana przez protisty grzybopodobne z rodziny Saprolegniaceae.

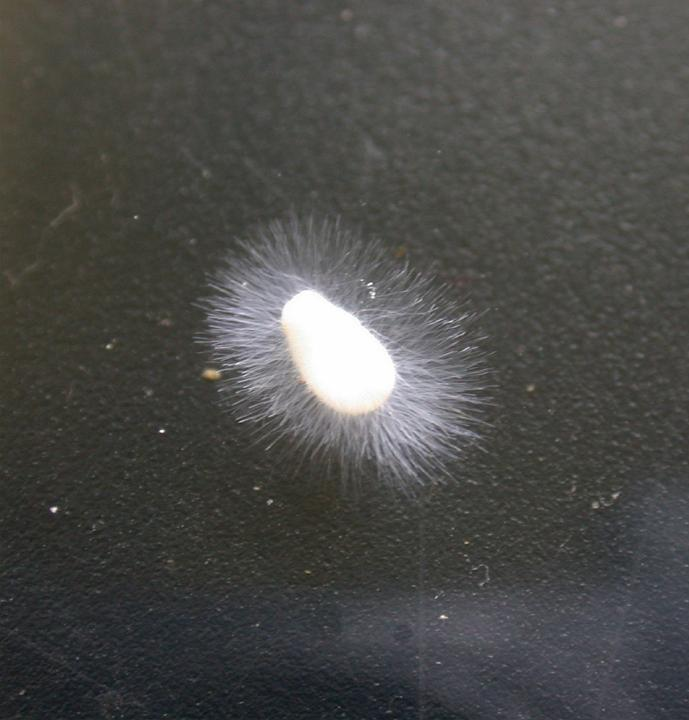
Grzybopodobny pierwotniak z rodzaju Achlya sp.

## Wstęp
Rozwojowi pleśniawki sprzyja niska temperatura. Choroba grzybicza, czyli pleśniawka atakuje różne gatunki ryb i jest schorzeniem wtórnym. Grzyb ten rozwija się przede wszystkim na uszkodzonych tkankach ryb (urazy mechaniczne lub też przez bakterie, pasożyty). Ponadto grzyby te często osiedlają się na ziarnach ikry.
Wywoływana jest przez grzyby z rodziny Saprolegniaceae, z rodzajów: Saprolegnia, Achlya, Aphanomyces, Thraustothecea, Dictyuchus i Leptomitus zaliczane do klasy Peronosporea w typie Oomycetes.
Spośród rodzaju Saprolegnia chorobę tę (pleśniawkę) najczęściej wywołują jej dwa gatunki: Saprolegnia parasitica oraz Saprolegnia ferax.
Pleśniawkę mogą wywołać również, choć już w mniejszym stopniu i inne grzyby: S.delica, S.diclina, S.mixta, S. monoica i S.thureti.
Na rybach i ikrze najczęściej występują gatunki rodzaju Achlya: A. debaryana, A. polyandra, A.flagellata i A. prolifera.

## Źródła zakażenia
Protisty te są powszechne i występują w każdym zbiorniku, nie czyniąc żadnej szkody rybom. Tylko osłabiona ryba jest narażona na skuteczny atak grzybopodobnych protistów.
Pleśniawka może zaatakować ryby żyjące zarówno w warunkach naturalnych, jak i hodowlanych. Atakuje wyłącznie ryby osłabione, chore lub okaleczone, zwłaszcza przebywające w wodzie o niskiej temperaturze.
Źródłem pleśniawki są grzybnie porastające substancje organiczne (np. zalegająca karma) lub martwe organizmy zwierzęce (np. rozwielitki).
Przyczyny powodujące rozwój grzybni mogą być pochodzenia mechanicznego (np. otarcie podczas transportu), jak również być wynikiem zakażenia (drobnoustroje), jak i inwazji pasożytów zewnętrznych (z rodzajów Ichthyophthirius, Dactylogyrus, Gwodactylus).

## Objawy choroby
Grzybopodobne protisty atakują tylko i wyłącznie ryby, które uległy urazom.
W różnych uszkodzonych miejscach skóry, na płetwach, skrzelach, gałkach ocznych oraz otworach nosowych widoczne są szarobiałe grzybnie. Ryby są ospałe, mało aktywne, ocierają się o przedmioty. W miejscach zaatakowanych pleśniawką widać kłaczki pleśni podobnej do „brudnej waty”. Niekiedy występuje u nich sklejenie płetw. Pojawia się szczególnie na krawędziach płetw a stamtąd rozszerza się na całe ciało. Następnie przy oczach oraz wokół otwartych, częściowo zagojonych ran. Jeśli skrzela są zakażone ryba zwykle umiera z uduszenia.
W dalszym przebiegu choroby następuje zniszczenie skóry, a nawet tkanki mięsnej. Powierzchnia rogówki oka może być zmętniała, poza tym oko jest normalne. Dopiero pod mikroskopem widać pojedyncze nitki pleśni. Strzępki takiej grzybni kształtu wrzecionowatego lub cylindrycznego zakończone są zarodniami pływkowymi (zoosporangium), we wnętrzu których wytwarzają się zoospory, czyli pływki.
Drobne kłaczki lub nitki pleśni powodują również zmętnienie skrzeli.
Strzępki protistów zalegające na powierzchni ciała wnikają poprzez skórę do mięśni, a często nawet do narządów wewnętrznych ciała. Tam ulegają nekrobiozie by powodować ubytki tkanki. Pleśniawka gałek ocznych może spowodować ślepotę. Podczas lokalizacji grzybni na skrzelach obserwuje się objawy niedotlenienia.
W warunkach hodowlanych należy zwrócić uwagę na tzw. sztuczne tarło (po zabraniu ikry parze rodzicielskiej). Niezapłodniona ikra ulega obumarciu i jest atakowana przez pleśń. Widać liczne promienisto odstające nitki na powierzchni jaja. Wszystkie te zmiany mogą doprowadzić do śmierci ryby.
Choroba nie jest wyleczalna, jeśli grzybnia pokryła zbyt duże partie ciała.

## Profilaktyka i leczenie
Należy zapewnić rybom optymalne warunki życiowe, zwłaszcza pod względem temperatury. W razie pojawienia się pierwszych objawów pleśniawki należy chore ryby odłowić.
Miejsca zakażone pleśnią należy obmyć tamponem z waty zanurzonym w roztworze nadmanganianu potasu. Następnie należy chore ryby umieścić w krótkotrwałej kąpieli:
- w roztworze nadmanganianu potasu (czas kąpieli 30–60 minut)
- lub roztworze soli kuchennej (czas kąpieli do 20 minut).
- w soli niejodowanej (czas kąpieli do 20 min)
- kąpiel formalinowa.

Podczas całego cyklu leczenia wskazane jest podnieść temperaturę do 28–30 °C.
Po kuracji przez pewien czas utrzymywać wyższą temperaturę i zapewnić dobre natlenienie wody. Kąpiele te powinny być powtarzane 2–3 razy w tygodniu aż do likwidacji grzybni.
Okres kwarantanny dla chorej ryby: 6 dni
W przypadkach słabego zakażenia wystarczy tylko podniesienie temperatury wody w akwarium oraz odkażenie go za pomocą np. akryflawiny lub chloraminy.
Niekiedy wystarczy już samo wypędzlowanie chorych miejsc rozcieńczonym roztworem jodyny (plus podwyższenie temperatury).
Ryba może być karmiona podczas leczenia, ale tylko w małych ilościach.

## Zalecenia
- W hodowli ryb akwariowych należy unikać zbyt niskiej temperatury wody.
- W przypadku jakichkolwiek podejrzeń należy podnieść temperaturę wody o 2–3 °C.
- Zachować szczególną ostrożność przed mechanicznym uszkodzeniem ciała ryby.